# Liste des dirigeants de Tahiti
Article en partie tiré de Personnalités de Polynésie française.
Cet article a pour vocation de dresser la liste des personnes ayant exercé le pouvoir sur l'île de Tahiti (Polynésie française). L'île devient française à partir de 1842, d'abord sous forme de protectorat, puis de colonie et enfin de territoire d'outre-mer. Se succèdent les rois et reines de Tahiti de la famille Pomare ; les responsables du protectorat sur le royaume de Tahiti arrivent dès 1843 et se maintiennent jusqu'à la fin de Pomare V, dernier roi de Tahiti. Suivent alors les gouverneurs des E.F.O., les gouverneurs de Polynésie française puis les hauts commissaires, nommés par décret du président de la République française et ayant titre de préfet. Cependant, la Polynésie française ayant une large autonomie, un président de la Polynésie française est élu depuis 1984.

## Dirigeants de Tahiti

### Rois et reines de Tahiti (famille Pomare)
- Pomare Ier : de 1788 au 3 septembre 1803 ;
- Pomare II : du 3 septembre 1803 au 22 septembre 1808, puis à nouveau du 15 novembre 1815 au 7 décembre 1821 ;
- Pomare III : du 7 décembre 1821 au 8 janvier 1827 ;
- Pomare IV : du 11 janvier 1827 au 17 septembre 1877 ;
- Pomare V : du 17 septembre 1877 au 30 décembre 1880.

### Responsables du protectorat sur le royaume de Tahiti (1842-1880)
- Armand Joseph Bruat : de 1843 à 1847 ;
- Charles-François Lavaud : de 1847 à 1850 ;
- Louis Bonard : de 1850 à 1852 ;
- Théogène François Page : de 1852 à 1854 ;
- Joseph du Bouzet : 1854 à 1858 ;
- Jean-Marie Saisset de Mars : 1858 ;
- Louis Eugène Gaultier de La Richerie : de 1858 à 1864 ;
- Émile Clément, comte de la Roncière : de 1864 à 1869 ;
- Michel de Jouslard : de 1869 à 1871 ;
- Hippolyte Girard : de 1871 à 1873 ;
- Octave Gilbert-Pierre : de 1873 à 1876 ;
- Antoine-Léonce Michaux (1822-1893) : 1876-1877[1],[2] ;
- Joseph Brunet-Millet : 1877 ;
- Auguste d'Oncieu de la Bâthie : de 1877 à 1878 ;
- Jacques Planche : de 1878 à 1880.

### Gouverneurs des Établissements français d'Océanie (EFO)
- Henri Chessé : de 1880 à 1881 ;
- Frédéric Dorlodot des Essarts : de 1881 à 1883 ;
- Nicolas Morau : de 1883 à 1885 ;
- Théodore Lacascade : de 1886 à 1893 ;
- Adolphe Granier de Cassagnac (par intérim) : 1893 ;
- Lucien Bommier (par intérim) : 1893 ;
- Jean Ours (par intérim) : 1893 ;
- Pierre Papinaud : de 1893 à 1896 ;
- Gustave Gallet (1850-1926)[3],[4] : de 1896 à 1901 ;
- Victor Rey (par intérim) : 1901 ;
- Édouard Petit : de 1901 à 1904 ;
- Victor Lanrezac (en) : 1904 ;
- Henri Cor (par intérim) : de 1904 à 1905 ;
- Philippe Émile Jullien : de 1905 à 1907 ;
- Élie Adrien Édouard Charlier (par intérim) : de 1907 à 1908 ;
- Joseph Pascal François (en) : de 1908 à 1910 ;
- Adrien Bonhoure : de 1910 à 1912 ;
- Charles Hostein (par intérim) : 1912 ;
- Baptiste Géraud (par intérim) : de 1912 à 1913 ;
- William Fawtier : de 1913 à 1915 ;
- Gustave Julien : d'octobre 1915 jusqu'en 1919 ;
- Simoneau (par intérim) : 1919-avril 1919 ;
- Josselin Robert[5](par intérim) : d'avril 1919 à janvier 1921 ;
- Gabriel Thaly (par intérim) : de janvier à avril 1921 ;
- Auguste Guédès : d'avril à novembre 1921 ;
- Louis Rivet : de septembre 1922 à janvier 1927 ;
- Alfred Solari (par intérim) (1868-1935) : de janvier 1927 à février 1928 ;
- Louis Joseph Bouge (par intérim) : de février 1928 à juin 1930 ;
- Léonce Jore : du 21 juin 1930 au 18 juin 1932 ;
- Alfred Bouchet (par intérim) : de juin 1932 à juin 1933 ;
- Michel Montagné : de juin 1933 à mai 1935 ;
- Henri Sautot (par intérim) : de mai 1935 à 17 mars 1937 ;
- Frédéric Chastenet de Géry : de 17 mars 1937 au 2 septembre 1940 ;
- Comité provisoire de gouvernement : 2-12 septembre 1940 ;
Composition : Édouard Ahnne (1867-1945), Georges Bambridge (1887-1942), Georges Lagarde, Émile Martin ;
- Edmond Mansard : du 12 septembre 1940 au 5 novembre 1940 ;
- Émile de Curton : du 5 novembre 1940 au 18 juin 1941 ;
- Richard Brunot : du 18 juin 1941 à novembre 1941 ;
- Georges Orselli : de novembre 1941 à 1945 ;
- Jean-Camille Haumant : de 1945 à 1947 ;
- Pierre Maestracci : de 1947 à 1949 ;
- Armand Anziani : de 1949 à 1950 ;
- Louis Girault (par intérim) : 1950 ;
- Jean Petitbon : de 1950 à 1954 ;
- Jean-Francois Toby : de 1954 à 1957.

### Gouverneurs de la Polynésie française (1957-1977)
- Jean-François Toby : de 1957 à 1958 ;
- Camille Bailly (par intérim) : 1958 ;
- Pierre Sicaud : de 1958 à 1961 ;
- Aimé Grimald : de décembre 1961 à janvier 1965 ;
- Jean Sicurani : du 14 janvier 1965 au 4 février 1969 ;
- Pierre Angeli : de février 1969 à 1973 ;
- Daniel Videau : de 1973 à 1975 ;
- Charles Schmitt : du 4 décembre 1975 au 13 juillet 1977 (haut-commissaire jusqu'en octobre).

### Hauts commissaires (depuis 1977)
Le haut commissaire est président du conseil de gouvernement jusqu’au 14 septembre 1984.
- Charles Schmitt : du 13 juillet au 31 octobre 1977 ;
- Paul Cousseran : du 18 décembre 1977 au 27 juillet 1981 ;
- Paul Noirot-Cosson : au 27 juillet 1981 au 15 janvier 1983 ;
- Alain Ohrel : du 15 janvier 1983 au 28 mars 1985 ;
- Bernard Gérard : de mars 1985 à avril 1986 ;
- Pierre Angéli : d'avril 1986 au 10 novembre 1987 ;
- Jean Montpezat : du 28 novembre 1987 au 3 janvier 1992 ;
- Michel Jau : du 31 janvier 1992 au 8 août 1994 ;
- Paul Roncière : du 8 août 1994 au 27 août 1997 ;
- Michel Jeanjean (par intérim) : du 27 août au 8 octobre 1997 ;
- Jean Aribaud : du 8 octobre 1997 au 24 octobre 2001 ;
- Christian Massinon (par intérim) : du 24 octobre au 17 novembre 2001 ;
- Michel Mathieu : du 17 novembre 2001 au 30 juillet 2005 ;
- Jacques Michaut (en) (par intérim) : du 30 juillet 2005 au 10 septembre 2005 ;
- Anne Boquet : du 10 septembre 2005 au 29 juin 2008 ;
- Éric Spitz (par intérim) : du 29 juin 2008 au 7 juillet 2008 ;
- Adolphe Colrat : du 7 juillet 2008 au 7 janvier 2011 ;
- Richard Didier : du 24 janvier 2011 au 24 août 2012 ;
- Jean-Pierre Laflaquière (en) : du 24 août 2012 au 21 août 2013 ;
- Lionel Beffre : depuis le 21 août 2013.

### Les Présidents de Polynésie française
On parle de « président du gouvernement de Polynésie française » de 1984 à 2004, puis de « président de Polynésie française ».

#### 1984-2004
| # | Nom                 | Dates de mandat                   | Parti politique      |
| - | ------------------- | --------------------------------- | -------------------- |
| 1 | Gaston Flosse       | 6 septembre 1984 - 7 février 1987 | Tahoera'a Huiraatira |
| 2 | Jacky Teuira        | 13 février 1987 - 7 décembre 1987 | Tahoera'a Huiraatira |
| 3 | Alexandre Léontieff | 9 décembre 1987 - 5 avril 1991    | Te Tiarama           |
| 4 | Gaston Flosse       | 5 avril 1991 - février 2004       | Tahoera'a Huiraatira |

#### Depuis 2004
| Gaston Flosse     |                                                                             | 27 février - 14 juin 2004                                       |  | Tahoeraa huiraatira          | De 2004 à 2013, 13 gouvernements se succèdent en raison d'une grande instabilité politique qui touche la Polynésie française. Le poste est disputé entre trois hommes dirigeant la scène politique locale : Gaston Flosse du Tahoera'a Huiraatira, Gaston Tong Sang du To tatou Ai'a et Oscar Temaru du Tavini Huiraatira. Aucun d'eux n'arrive à assurer un mandat complet et de nombreuses motions de défiance sont appliquées par l'Assemblée de la Polynésie française en fonction de la majorité des sièges des partis politiques. |
| Oscar Temaru      |                                                                             | 14 juin - 22 octobre 2004                                       |  | Tavini huiraatira            | De 2004 à 2013, 13 gouvernements se succèdent en raison d'une grande instabilité politique qui touche la Polynésie française. Le poste est disputé entre trois hommes dirigeant la scène politique locale : Gaston Flosse du Tahoera'a Huiraatira, Gaston Tong Sang du To tatou Ai'a et Oscar Temaru du Tavini Huiraatira. Aucun d'eux n'arrive à assurer un mandat complet et de nombreuses motions de défiance sont appliquées par l'Assemblée de la Polynésie française en fonction de la majorité des sièges des partis politiques. |
| Gaston Flosse     |                                                                             | 22 octobre 2004 - 3 mars 2005                                   |  | Tahoeraa huiraatira          | De 2004 à 2013, 13 gouvernements se succèdent en raison d'une grande instabilité politique qui touche la Polynésie française. Le poste est disputé entre trois hommes dirigeant la scène politique locale : Gaston Flosse du Tahoera'a Huiraatira, Gaston Tong Sang du To tatou Ai'a et Oscar Temaru du Tavini Huiraatira. Aucun d'eux n'arrive à assurer un mandat complet et de nombreuses motions de défiance sont appliquées par l'Assemblée de la Polynésie française en fonction de la majorité des sièges des partis politiques. |
| Oscar Temaru      |                                                                             | 3 mars 2005 - 26 décembre 2006                                  |  | Tavini huiraatira            | De 2004 à 2013, 13 gouvernements se succèdent en raison d'une grande instabilité politique qui touche la Polynésie française. Le poste est disputé entre trois hommes dirigeant la scène politique locale : Gaston Flosse du Tahoera'a Huiraatira, Gaston Tong Sang du To tatou Ai'a et Oscar Temaru du Tavini Huiraatira. Aucun d'eux n'arrive à assurer un mandat complet et de nombreuses motions de défiance sont appliquées par l'Assemblée de la Polynésie française en fonction de la majorité des sièges des partis politiques. |
| Gaston Tong Sang  |                                                                             | 26 décembre 2006 - 13 septembre 2007                            |  | Tahoeraa huiraatira          | De 2004 à 2013, 13 gouvernements se succèdent en raison d'une grande instabilité politique qui touche la Polynésie française. Le poste est disputé entre trois hommes dirigeant la scène politique locale : Gaston Flosse du Tahoera'a Huiraatira, Gaston Tong Sang du To tatou Ai'a et Oscar Temaru du Tavini Huiraatira. Aucun d'eux n'arrive à assurer un mandat complet et de nombreuses motions de défiance sont appliquées par l'Assemblée de la Polynésie française en fonction de la majorité des sièges des partis politiques. |
| Oscar Temaru      |                                                                             | 13 septembre 2007 - 23 février 2008                             |  | Tavini huiraatira            | De 2004 à 2013, 13 gouvernements se succèdent en raison d'une grande instabilité politique qui touche la Polynésie française. Le poste est disputé entre trois hommes dirigeant la scène politique locale : Gaston Flosse du Tahoera'a Huiraatira, Gaston Tong Sang du To tatou Ai'a et Oscar Temaru du Tavini Huiraatira. Aucun d'eux n'arrive à assurer un mandat complet et de nombreuses motions de défiance sont appliquées par l'Assemblée de la Polynésie française en fonction de la majorité des sièges des partis politiques. |
| Gaston Flosse     |                                                                             | 23 février - 15 avril 2008                                      |  | Tahoeraa huiraatira          | De 2004 à 2013, 13 gouvernements se succèdent en raison d'une grande instabilité politique qui touche la Polynésie française. Le poste est disputé entre trois hommes dirigeant la scène politique locale : Gaston Flosse du Tahoera'a Huiraatira, Gaston Tong Sang du To tatou Ai'a et Oscar Temaru du Tavini Huiraatira. Aucun d'eux n'arrive à assurer un mandat complet et de nombreuses motions de défiance sont appliquées par l'Assemblée de la Polynésie française en fonction de la majorité des sièges des partis politiques. |
| Gaston Tong Sang  |                                                                             | 15 avril 2008 - 12 février 2009                                 |  | O Porinetia To Tatou Ai'a    | De 2004 à 2013, 13 gouvernements se succèdent en raison d'une grande instabilité politique qui touche la Polynésie française. Le poste est disputé entre trois hommes dirigeant la scène politique locale : Gaston Flosse du Tahoera'a Huiraatira, Gaston Tong Sang du To tatou Ai'a et Oscar Temaru du Tavini Huiraatira. Aucun d'eux n'arrive à assurer un mandat complet et de nombreuses motions de défiance sont appliquées par l'Assemblée de la Polynésie française en fonction de la majorité des sièges des partis politiques. |
| Oscar Temaru      |                                                                             | 12 février - 25 novembre 2009                                   |  | Tavini huiraatira            | De 2004 à 2013, 13 gouvernements se succèdent en raison d'une grande instabilité politique qui touche la Polynésie française. Le poste est disputé entre trois hommes dirigeant la scène politique locale : Gaston Flosse du Tahoera'a Huiraatira, Gaston Tong Sang du To tatou Ai'a et Oscar Temaru du Tavini Huiraatira. Aucun d'eux n'arrive à assurer un mandat complet et de nombreuses motions de défiance sont appliquées par l'Assemblée de la Polynésie française en fonction de la majorité des sièges des partis politiques. |
| Gaston Tong Sang  |                                                                             | 25 novembre 2009 - 1er avril 2011                               |  | O Porinetia To Tatou Ai'a    | De 2004 à 2013, 13 gouvernements se succèdent en raison d'une grande instabilité politique qui touche la Polynésie française. Le poste est disputé entre trois hommes dirigeant la scène politique locale : Gaston Flosse du Tahoera'a Huiraatira, Gaston Tong Sang du To tatou Ai'a et Oscar Temaru du Tavini Huiraatira. Aucun d'eux n'arrive à assurer un mandat complet et de nombreuses motions de défiance sont appliquées par l'Assemblée de la Polynésie française en fonction de la majorité des sièges des partis politiques. |
| Oscar Temaru      |                                                                             | 1er avril 2011 - 17 mai 2013                                    |  | Tavini huiraatira            | De 2004 à 2013, 13 gouvernements se succèdent en raison d'une grande instabilité politique qui touche la Polynésie française. Le poste est disputé entre trois hommes dirigeant la scène politique locale : Gaston Flosse du Tahoera'a Huiraatira, Gaston Tong Sang du To tatou Ai'a et Oscar Temaru du Tavini Huiraatira. Aucun d'eux n'arrive à assurer un mandat complet et de nombreuses motions de défiance sont appliquées par l'Assemblée de la Polynésie française en fonction de la majorité des sièges des partis politiques. |
| Gaston Flosse     |                                                                             | 17 mai 2013 - 5 septembre 2014                                  |  | Tahoeraa huiraatira          | - Ancien Vice-président du Conseil des ministres - Ancien secrétaire d'État dans le gouvernement de Jacques Chirac, alors Premier ministre du président François Mitterrand - Ancien député de la Polynésie française - Ancien sénateur de la Polynésie française - Ancien président de la Polynésie française - Ancien maire de Pirae - Premier président du gouvernement de la Polynésie française - Ancien président de l'Assemblée de la Polynésie française |
| Nuihau Laurey     |                                                                             | 5 septembre - 12 septembre 2014                                 |  | Tahoeraa huiraatira          | - Ancien Vice-président dans le Gouvernement de Gaston Flosse et dans le Gouvernement d'Édouard Fritch - Ancien Président par intérim - Ancien sénateur de la Polynésie française |
| Édouard Fritch    | Edouard Fritch Président de la Polynésie Française Visite Huahine 10.3.2017 | 12 septembre 2014 - 18 mai 2018 - 12 mai 2023 (8 ans et 8 mois) |  | Tapura huiraatira-(Ensemble) | - Ancien Vice-président dans les gouvernements de Gaston Flosse et de Gaston Tong Sang - Ancien président de l'Assemblée de la Polynésie française - Maire de Pirae - Édouard Fritch perd sa majorité pendant son premier mandat - Édouard Fritch est le premier président à avoir été réélu en mai 2018 - Édouard Fritch est le premier président accueillir les deux présidents de la République française François Hollande en 2016 et Emmanuel Macron en 2021 Au premier tour, le Tapura huiraatira est devancé par le parti indépendantiste Tavini huiraatira, une première depuis 2004. À la surprise générale, l'entre-deux-tours voit la fusion des listes Tapura huiraatira et Amuitahiraa o te nuna'a Maohi de Gaston Flosse, toutes les deux autonomistes. Mais le Tavini huiraatira arrive tout de même en tête du second tour, avec six points d'avance, ce qui place Moetai Brotherson comme favori de l'élection présidentielle. |
| Moetai Brotherson |                                                                             | Depuis le 12 mai 2023 (2 ans, 2 mois et 6 jours)                |  | Tavini huiraatira - (Nupes)  | Après la victoire du Tavini huiraatira aux élections territoriales de 2023, Moetai Brotherson annonce que s'il est élu à la présidence de la Polynésie française, il renoncera à son mandat de député au profit de sa suppléante Mereana Reid Arbelot, ainsi qu'à la présidence de la délégation aux outre-mer. Brotherson est ainsi pressenti pour devenir président de la Polynésie française à l'occasion d'un vote de l'Assemblée devant se tenir le 12 mai 2023. Il est élu président de la Polynésie française et prend ses fonctions le jour même. Le premier déplacement international du président Brotherson le mène au sommet Corée-Forum des îles du Pacifique du 29-30 mai 2023 en Corée du Sud. Lors de son premier déplacement en tant que président de la Polynésie française à Paris, il rencontre les membres du gouvernement central et le président de la République Emmanuel Macron au palais de l'Élysée.                 |

## Source
- Liste des hauts-commissaires de la République en Polynésie française